# روهرباخ، اشتاینبرگ
روهرباخ (به آلمانی: Rohrbach-Steinberg) یک منطقهٔ مسکونی در اتریش است که در گراتس اومگبونگ واقع شده‌است. روهرباخ ۸٫۴۱ کیلومتر مربع مساحت دارد ۴۰۵ متر بالاتر از سطح دریا واقع شده‌است.